# 巴尔的摩金莺
巴爾的摩金鶯（英語：Baltimore Orioles，經常簡稱為O's或Birds），美國職棒大聯盟球隊之一，主場位於美國馬里蘭州巴爾的摩，隸屬於美國聯盟東區，自1992年起主場進駐金鶯公園至今。球隊的名字來源於馬里蘭州的州鳥橙腹擬黃鸝。

## 歷史[1]
金鶯創隊於1894年，是美國聯盟初創的八支隊伍之一，當時球隊根據地為威斯康辛州密爾瓦基，時名為密爾瓦基釀酒人。1902年，球隊遷移到聖路易，並易名為聖路易棕人（Saint Louis Browns，又名聖路易布朗）。1954年，球團將球隊再遷移至巴爾的摩，球隊再更名為巴爾的摩金鶯直至迄今。

### 近年戰績
金莺在1996年和1997年分别以外卡和分区冠军进入季后赛，但是都在美联冠军赛分别输给纽约洋基和克里夫兰印地安人，而无缘进入世界大赛。
其中1996年美联冠军赛G1最有争议，小球迷杰孚里‧迈尔将手伸过本垒打墙，接住了德瑞克·基特的高飞球，使得原本的高飞球出局变成了本垒打，也因此进入延长赛，比赛最后是由洋基获胜，当时如果没有这个误判，金莺将获胜。
1998年以来，金莺成绩开始下滑，连续6年分区排名都在第4名，只有在2004年获得第3名，但2005年开始连续3年第4名。

#### 2008年－2009年
2008年球季，金鶯在新的球團經營人安迪‧麥斐爾帶領下進行重建。在球季開始之前，他們完成幾件交易，包括將米格爾·特哈達送至休士頓太空人；艾瑞克·貝達德送至西雅圖水手，藉此換得潛力新秀亞當·瓊斯、左投手喬治‧雪若、小聯盟投手康姆‧米科里歐、克里斯·提爾曼以及托尼‧巴特勒。球季的第一週，隊上球員尼克·馬卡克斯季初的狀況低迷，而新加入的成員如盧克‧史考特的好成績則彌補了這點，使得金鶯得以維持分區領先地位。不過在這之後，球隊的戰績便一路下滑。同區的坦帕灣光芒在這年戰績突飛猛進，加上金鶯本身在9月的最後12場比賽輸掉其中的11場（包括一波10連敗），球季的最後34場比賽更是輸掉28場，這使得金鶯的球季結算排名變成分區最末位；這是自從1988年以來，金鶯再次成為分區爐主。
2008年球季結束以後，金鶯更換了他們的制服，將代表馬里蘭的圓形小塊加在球衣的左方，希望能藉此在新球季開啟一番新氣象。
2009年的金鶯球季也是乏善可陳的一季。不過在6月30日對波士頓紅襪的比賽中，金鶯從原本1：10的大幅落後，於第7局狂得10分，最後以11：10逆轉勝（當時紅襪在分區排名領先）。但如此曇花一現的演出無助於改善球隊整體狀況。這年球季戰績結束結算，金鶯仍只獲得64勝98敗的成績，連續第二年於分區排名墊底。值得一提的是，瓊斯在今年獲選參加全明星賽，並獲得金手套獎，是金鶯這支球隊中少數的亮點。
2009年球季過後，金鶯和總教練戴夫‧特連卜利續約1年。

#### 2010年－2011年
球季開季前，金鶯和德州遊騎兵交易凱文·米爾伍德做為開幕戰先發，期望他能帶領隊中年輕的投手成長。球季之初，金鶯的戰績仍然沒有起色，4月12日和光芒的比賽，金鶯主場進場的觀眾僅有9,129人，是為隊史新低。在今年的前18場比賽當中，金鶯的戰績是難堪的2勝16敗，這是大聯盟歷史上最低紀錄。
6月4日，總教練特連卜利遭解雇，由三壘教練胡安·塞繆爾暫代其職。7月30日，金鶯宣布雇用名教練巴克·休瓦特為球隊新任總教練。8月2日，球團在記者招待會中正式介紹修瓦特，他並在8月3日的賽事中首次亮相。修瓦特選擇26號做為球衣號碼，藉以向前總教練強尼‧歐茨表示敬意。
修瓦特上任時已是後半球季，金鶯在8月、9月及10月期間總計繳出34勝24敗的成績。仍無法擺脫墊底的命運。

#### 2012年
2012年的金鶯帶來了許多的驚喜。在這年的明星賽之前，金鶯拿下上半季通算45勝40敗的成績，這是自從1998年以來，他們第二次勝率達到五成以上。值得一提的是，5月6日於客場對波士頓紅襪的比賽中，指定打擊克里斯·戴維斯於延長賽16局上場投球，結果金鶯於17局上獲得3分，戴維斯獲得勝投，成為隊史自從1925年以後第1位拿下勝投的打者。
9月13日的比賽，金鶯拿下今年的第81勝，也確保了今年球季的勝率至少可以達到5成。這場勝利也讓金鶯擺脫自1997年以來，連續14個球季勝率未過半的窘境。9月21日，終結者吉姆·詹森拿下個人第46次救援成功，打破了金鶯隊史紀錄（蘭迪‧邁爾斯，45次，1997年）。9月30日對紅襪的比賽中，詹森再次拿下救援成功，這是他個人的第50次救援（也是今年大聯盟裡面唯一一位）。這天也由於德州遊騎兵擊敗洛杉磯天使，金鶯順利的以93勝69敗的優異成績，拿下暌違15年的季後賽門票。對照他們上一個球季69勝93敗的慘淡成績，今年的金鶯有著大幅度的成長。
金鶯以外卡的資格進入2012年的季後賽，由於賽制的改變，他們必須先跟另一支持外卡資格的球隊對戰1場（稱為「外卡驟死戰」），勝者才得以晉級美國聯盟分區賽。金鶯的驟死戰對手是遊騎兵，由於例行賽對戰勝少敗多，他們必須前往客場比賽，然而金鶯險中求生，以5：1擊敗了遊騎兵，晉級美聯分區賽。
美聯分區賽的對手為分區龍頭紐約洋基。在系列戰第3戰中，有一個新紀錄產生，洋基的指定打擊勞爾·伊巴涅斯於第9局以代打的身份上場，結果他擊出追平比數的全壘打，之後在延長比賽12局下，伊巴涅斯第1球就擊出再見全壘打，他成為大聯盟歷史上第1位在1場比賽第9局及延長賽都擊出全壘打的非先發球員。雖然眼看著對手以輝煌紀錄取勝（金鶯以2勝3敗遭到淘汰），2012年對金鶯來講仍可算是美好的一季。

#### 2013年
這年金鶯隊無緣季後賽，但主砲戴維斯以53轟的成績拿下大聯盟全壘打王，也刷新了隊史紀錄。守備方面，金鶯全隊僅54次的失誤則是全大聯盟最少，此亦刷新大聯盟歷史紀錄。

#### 2014年
美國時間2014年9月16日，金鶯以8:2擊敗多倫多藍鳥，在美東封王。這是金鶯自1997年以來首次的分區封王，更是1969年以來首次在主場登基。
在這一年的美聯分區賽當中，金鶯以直落3橫掃底特律老虎，晉級美聯冠軍賽，對手是同樣以直落3橫掃洛杉磯天使晉級的堪薩斯皇家。金鶯雖然在美聯冠軍賽享有主場優勢，但先是前2戰牛棚表現不佳，移師到堪薩斯的後2戰則是打擊群遭到封鎖，最終金鶯以直落4遭到橫掃。臺灣投手陳偉殷擔任美聯冠軍系列賽第3戰（台北時間10月15日上午8時）的先發投手，主投5.1局失2分，卻等不到隊友火力支援而被迫吞敗。
回顧2014年球季，季前和金鶯簽下1年八百萬鎂合約的尼爾森·克魯斯繳出例行賽40轟的強大火力，填補了戴維斯受到對手重兵看管以及季末禁賽所留下來的火力缺口，可說是成功的投資。投手方面，陳偉殷交出16勝6敗、防禦率3.54分的表現。
季後，兩名大將馬卡克斯及克魯斯分別離隊，金鶯制服組在這時補進了特拉維斯‧史奈德、艾弗瑞斯‧卡布雷拉等，意圖填補火力缺口。此外，大將威特斯、馬查多以及戴維斯都即將重返，這無疑是利多消息。

#### 2015年
4月，金鶯的戰績剛好5成，4月26日對上紅襪更以18:7大勝（這也是繼2006年對上印地安人後，金鶯得分最高的比賽，同時也是面對紅襪最高比分的一次）。5月的金鶯雖然有小低潮，但6月隨即反彈。6月5日，主力捕手威特斯回歸，帶領金鶯以5:2擊敗印地安人，開啟一波連勝潮，而且在6月16日面對費城費城人以19:3大勝，全場更敲出8支全壘打，打破隊史紀錄。6月份的金鶯打出18勝10敗的難得成績。
沒想到在連續贏得7個系列賽後，金鶯卻彷彿中邪一般，成了完全不同的一支隊伍。至7月20日為止，金鶯竟只贏得一場系列賽，導致金鶯在6月底時一度登上的美東第一，瞬間被紐約洋基拿走，勝差也逐漸被擴大。
在7月31日交易期限結束的幾個小時之前，總管決定讓金鶯成為買家。金鶯與密爾瓦基釀酒人交易，以小聯盟投手扎克‧戴維斯交易來外野手葛拉多‧帕拉；再與芝加哥小熊交易，用救援投手托米‧杭特交易來小聯盟外野手朱尼爾‧雷克，但最後金鶯還是無緣季後賽。
這年冬天，金鶯在自由市場大揮霍，陳偉殷、克里斯·戴維斯等人成為自由球員。最後，陳偉殷轉戰國家聯盟邁阿密馬林魚；克里斯·戴維斯與金鶯簽下隊史最大張的七年一億6100美金合約，合約內含延遲支付；麥特·威特斯則接受金鶯的合格報價續留球隊一年。此外，作為戴維斯的一壘替補人選，金鶯先後簽下馬克·川柏和佩卓‧艾瓦瑞茲。投手方面，他們將投身自由市場的牛棚後援達倫·奧'戴簽回，接著在台灣時間12月25日，和韓國職棒強打金賢洙簽下兩年七百萬美元（約當台幣2.3億元）合約，意圖對名經紀人史考特·波拉斯施加壓力。

#### 2016年
這一年的金鶯一開季便勢如破竹，衝上了分區龍頭；他們的打擊火力可觀，先發九人皆有表現，甚至後段棒次的強納森·史寇普在球季結算更是25支全壘打的驚人成績。不過，兇猛的火力無法掩護薄弱的投手戰力，金鶯最終被紅襪、藍鳥迎頭趕上，讓出美東王座。
紅襪在美東封王，球季89勝73敗的金鶯則必須進行外卡資格爭奪戰，他們在延長賽以2:5負於藍鳥，球季結束。

#### 2018年－2022年：重建之路
必須提出的是，相較於一向旺盛的打擊火力，金鶯更需要的是投手環節的大補強，然而金鶯制服組的休賽季操作並無法獲得外界好評。毫不令人意外地，投、打失衡的金鶯不但提前宣布「放暑假」，更走向球隊重建一途。他們在731交易大限把陣中的主力球員送出，包含了馬查多（前往洛杉磯道奇）、布里頓（交易至紐約洋基），奧'戴以及凱文・高斯曼（兩人皆前往亞特蘭大勇士）等人，並換來了不少小聯盟潛力球員。經歷這一番變動，餘下的主將只有長期主砲戴維斯和瓊斯，金鶯成為本季最快吞下第100敗的球隊，這也是球隊自從1954年搬家到巴爾的摩後，隊史第三個100敗球季。
2018年季後，金鶯隊決定與休瓦特分道揚鑣，結束他在巴爾的摩長達9年的執教時光。之後，球團宣布由小熊隊板凳教練布蘭登·海德接掌兵符。
2019年開季，布蘭登·海德很快地拿到他執教的首勝，金鶯在客場擊敗洋基為新球季奪得好彩頭，但隨著賽季進行金鶯戰績持續退化，最終僅拿下54勝108敗的戰績，連續兩年吞下百敗。
2020年，因受到2019冠狀病毒病疫情影響導致大聯盟例行賽只有60場，這一年今年在安東尼·桑坦德、雷納托·努涅斯等人打擊爆發下一度站上外卡的競爭行列中，但最終在九月被淘汰，不過戰績25勝35敗比波士頓紅襪好，逃過墊底命運。
2021年，金鶯依舊走在重建之路上，團隊打擊排名在聯盟中段班，但投手群－先發及牛棚兩端都排在聯盟墊底，導致他們的得失分相當大，賽季的唯一亮點是老大哥亞當·瓊斯欽點未來的金鶯中外野接班人塞德里克·穆林斯打出明星級成績，從左右開弓轉往左打專職的穆林斯整季30轟30盜不但是2021賽季聯盟唯一一位達標，更是隊史上首位達成的球員，同時也首度入選明星賽。但金鶯這季僅繳出52勝110敗的難堪戰績，也是四年內第三度敗績突破三位數。

#### 2023年：百勝驚奇，止步分區賽
2023年4月，金鶯取得19勝9負的戰績，創造了球隊4月份的勝場紀錄。到2023年8月，金鶯在由一年級和二年級球員Adley Rutschman、Gunnar Henderson、Félix Bautista和Kyle Bradish組成的核心球員的帶領下，在分區中排名第一。
2023年9月4日，擊敗洛杉磯天使後更是打破自1922-24年的紐約洋基連續84場系列賽從未被橫掃的紀錄。
2023年9月28日，金鶯2:0擊敗波士頓紅襪，自2014年以來，首次在美聯東區封王；更是1980年以來首次拿下百勝。美聯分區賽，慘遭德州遊騎兵3連勝橫掃，止步分區系列賽。
2024年: 傷病浪潮來襲 難逃一輪遊橫掃命運
2024年本該是金鶯捲土重來，事實上也確實如此：大物遊擊手Gunnar Henderson長打火力大爆發，搭配Santander，Westburg （页面存档备份，存于）等人的火力。
全明星賽前的金鶯基本毫無疑問是全大聯盟最兇猛的炮火，但全明星賽後逐漸熄火。包括主炮Henderson的低潮、Westbury的受傷，更凸顯Rutschman （页面存档备份，存于）整季低迷的狀態 。好在Santander火力依舊威猛，包括偶有佳作的Mullins，Urias和百大第一Holliday （页面存档备份，存于）讓金鶯能維持在外卡一的位置。投手方面開季前就傷了Felix Bautista，Kyle Bradish等，好在休賽季補進前賽揚得主Corbin Burnes還有Cole Irvin （页面存档备份，存于），Albert Suarez的驚奇表現，還有Craig Kimbrel的好表現 使金鶯的投手群維持一定的水準。但賽季中段Cole Irvin(已被DFA，雙城撿走)和Suarez逐漸校正回歸還有Kimbrel(已被DFA，暫無球隊)的糟糕發揮。但好在牛棚擁有左右門神Yennier Cano和Keegan Akin （页面存档备份，存于）還有投了53局沒被全壘打過的Cionel Perez （页面存档备份，存于），並在交易大限交易Austin Hays以換取費城人牛棚好手Dominguez （页面存档备份，存于）和Soto,Dominguez甚至擔當終結者，雖然球威優異 但被全壘打率出奇地高，但是交易大限前向光芒補進Zach Eflin使金鶯的投手群維持在一定的基本盤，並在隨後以外卡第一進入季後賽。金鶯常規賽戰績為91勝71負。
但在外卡賽打線全體低潮，在2場的外卡賽只依靠Cedric Mullins的全壘打得1分，最終以0:2輸給堪薩斯皇家，連續一輪遊並被橫掃。

## 歷史上著名球員

### 棒球名人堂球員

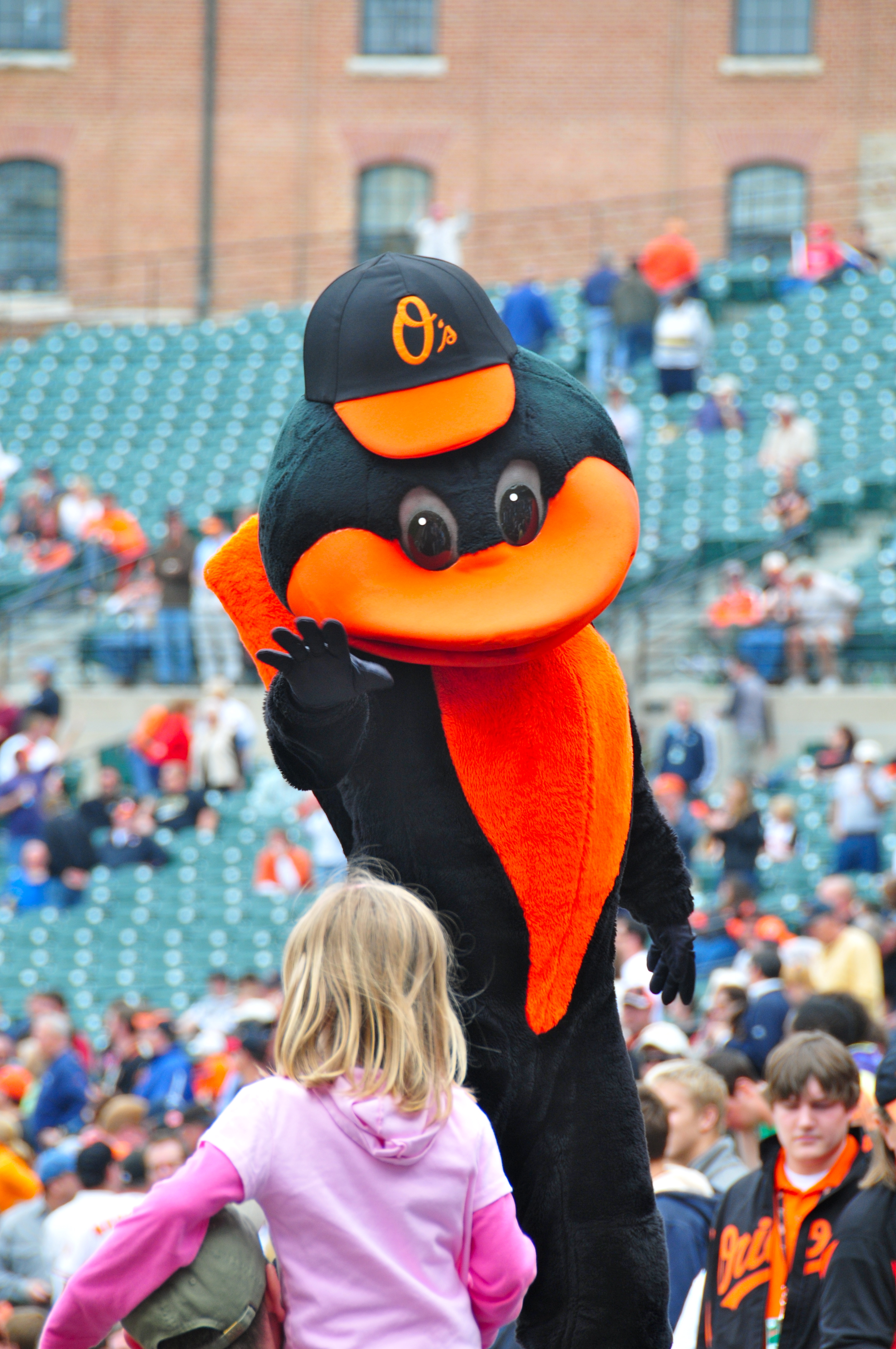
巴爾的摩金鶯隊的吉祥物――The Bird。

密爾瓦基釀酒人
- Hugh Duffy

聖路易布朗
- 吉姆·巴頓里
- Willard Brown
- 傑西·柏基特
- 厄爾·坎伯
- 迪齊·汀恩
- Rick Ferrell
- 古斯·高斯林
- 羅傑·霍斯比
- 海尼·曼納許
- 薩奇·佩吉
- 艾迪·普朗克
- Branch Rickey
- 喬治·希斯勒
- Bill Veeck
- 魯布·瓦德爾
- Bobby Wallace

巴爾的摩金鶯
- 羅伯托·阿勒瑪
- 路易斯·阿帕里西歐
- 哈洛德·貝恩斯
- Pat Gillick
- 弗拉迪米爾·葛雷諾
- Whitey Herzog
- 瑞吉·傑克森
- 喬治·凱爾
- 艾迪·莫瑞
- 麥克·穆西納
- 吉姆·帕爾默
- 提姆·雷恩斯
- 小卡爾·瑞普肯
- 羅賓·羅伯茲
- 布魯克斯·羅賓森
- 法蘭克·羅賓森
- 李·史密斯
- 吉姆·湯米
- Earl Weaver
- Hoyt Wilhelm
- Dick Williams

### 退休号码
- 4 厄爾·韋弗（Earl Weaver）
- 5 布魯克斯·羅賓森
- 8 小卡爾·瑞普肯
- 20 法蘭克·羅賓森
- 22 吉姆·帕爾默
- 33 艾迪·莫瑞
- 42 傑基·羅賓森：美國職棒大聯盟所有球隊皆將此背號退役

## 附屬小聯盟球隊
- 3A：諾福克潮汐 (Norfolk Tides), 3A東區 (Triple-A East)
- 2A：鮑伊灣襪 (Bowie Baysox), 2A東北區 (Double-A Northeast)
- 高階1A：亞柏丁鐵鳥 (Aberdeen IronBirds), 高階1A東區 (High-A East)
- 低階1A：戴瑪瓦濱鳥 (Delmarva Shorebirds), 低階1A東區 (Low-A East)
- 新人聯盟 藍田金鶯 (Bluefield Orioles), 阿帕拉契聯盟 (Appalachian League)(1957年-2010年)
- 新人聯盟：GCL金鶯黑隊 (Gulf Coast League Orioles Black), 灣岸聯盟 (Gulf Coast League)
- 新人聯盟：GCL金鶯橘隊 (Gulf Coast League Orioles Orange), 灣岸聯盟 (Gulf Coast League)
- 新人聯盟：DSL金鶯一隊 (DSL Orioles 1), 灣岸聯盟 (Gulf Coast League)
- 新人聯盟：DSL金鶯二隊 (DSL Orioles 2), 多明尼加夏季聯盟 (Dominican Summer League)